# Čedičová vlákna
Čedičové vlákno je textilní výrobek získaný z čedičové horniny.
První patent na zvlákňování čediče získal Francouz Paul Dhé v roce 1923. V 60. letech 20. století začal výzkum a pokusná výroba vláken (hlavně pro vojenské účely) v bývalém Sovětském svazu i v USA.
V 1. dekádě 21. století se odhadovala celosvětová výroba na 3000-5000 ročních tun, ve 2. dekádě se počítalo s ročními přírůstky nejméně o 10 %, takže v roce 2020 má dosáhnout výnos z prodeje asi 200 milionů USD (2,50 USD/kg).

## Surovina

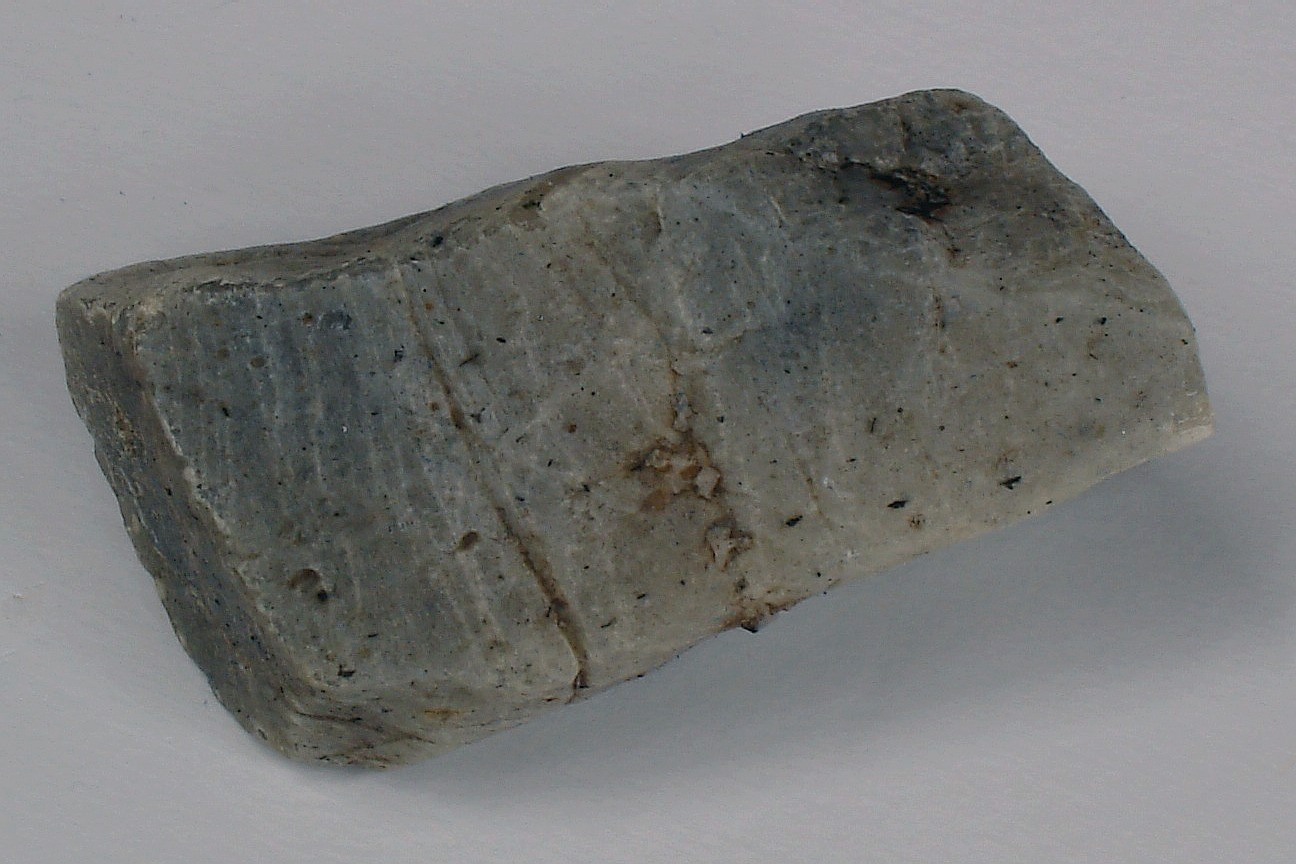
Krystal nefelínu

Čedičová hornina vhodná pro výrobu vláken obsahuje zpravidla olivín a nefelín. Používají se kyselé čediče s obsahem nejméně 46 % oxidu křemičitého (SiO2)
Příklad chemického složení:
52 % oxidu křemičitého (SiO2)
17 % safíru (Al2O3)
9 % oxidu vápenatého (CaO)
5 % oxidu hořečnatého (MgO)
17 % ostatních prvků

## Výroba vláken

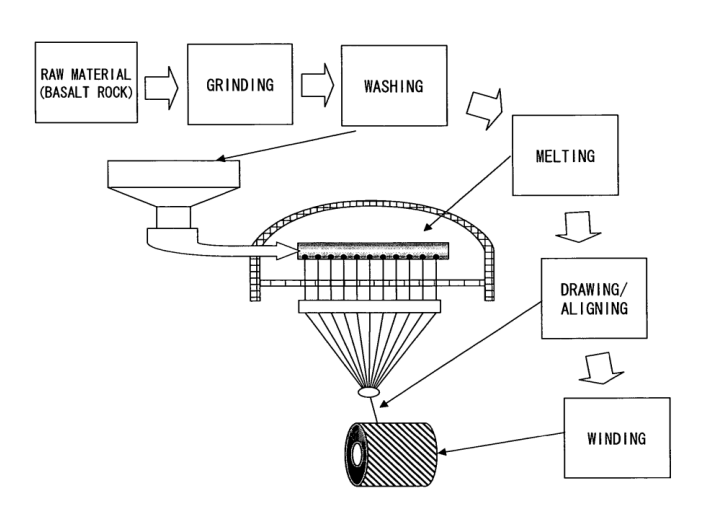
Schéma procesu zvlákňování čediče

Výrobní technologie se zakládá na tavném zvlákňování při teplotě 1500-1700 °C. Při dostatečně rychlém zchlazení vzniká sklovitá hmota, při pomalejším chlazení se tvoří krystaly ze směsi minerálů. Pro některé účely se vláknina dlouží při teplotě cca 1300 °C. Zvlákňovací trysky mohou mít několik set otvorů, odváděcí rychlost dosahuje až 2000 m/min.
Při zvlákňování čediče jsou kladeny vysoké požadavky stejnoměrnost a opakovatelnost vlastnosti jako je viskozita, krystalizace, povrchová pevnost. Dosažení homogenity taveniny je komplikované, protože vlastnosti čedičové horniny značně kolísají.

## Vlastnosti vláken
Čedičová vlákna se často používají jako alternativa u výrobků ze skleněných nebo uhlíkových vláken. Porovnání některých fyzikálních vlastností:
| Vlastnost                     | čedič. filament | skleněné vl. (S) | uhlíkové vl. |
| pevnost (MPa)                 | 3000-4840       | 4020-4650        | 3500-6000    |
| tažnost (%)                   | 3,1             | 5,3              | 1,5-2,0      |
| průměr (µm)                   | 6-21            | 6-21             | 5-15         |
| použitelnost v teplotách (°C) | -260 ÷ +500     | -50 ÷ +300       | -50 ÷ +700   |
| cena (USD/kg)                 | 2,50            | 1,50             | 30           |

## Výrobky z čedičových vláken a jejich použití
Například:

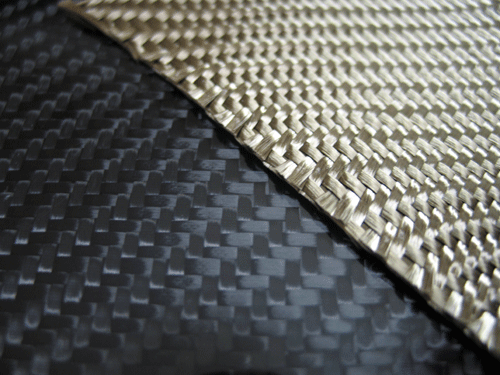
Tkaniny z čedičových a uhlíkových filamentů

- Filamenty s jemností vláken 7-9 μm a jemností příze 45-68 tex, jednoduché a skané, škrobené (aby se povrch příze přizpůsobil jiným materiálům, zejména pryskyřicím v kompozitech) a monofilamenty s jemností 110 tex
- Tkaniny v plátnové a keprové vazbě, vpichované plsti na ochranné oděvy proti ohni a chemikáliím a provaznické výrobky (Na vedlejším snímku je vpravo tkanina z čedičových filamentů a vlevo (mnohem dražší) uhlíková tkanina)
- Netkané textilie: proplétané a vpichované
- Rovingy (svazky filamentů) s jemností vláken 10-17 μm a s tloušťkou 68-680 tex, škrobené

Použití: paralelně ložené prepregy na vyztužení kompozitů
Použití kompozitů: stavební díly mostů, radarových zařízení, stěny obrněných vozidel, vodní lyže, prkna na surfing
- Sekaná vlákna s jemností 13-22 μm a délkou 6–70 mm, škrobená

Vkládají se nespředená jako výztuž do termoplastických a cementových kompozitů a vyrábí se z nich vpichované plsti na ochranné oděvy